# Einar Jónsson (Badminton)
Einar Jónsson (* 29. Juli 1913 in Reynir í Mýrdal; † 26. März 2008) war ein isländischer Badmintonspieler.

## Karriere
Einar Jónsson zählt zu den Pionieren des Vereins Tennis- og Badmintonfélag Reykjavíkur, welcher 1938 gegründet wurde, und zu den Vorreitern des Badmintonsports in Island. Bei der ersten isländischen Meisterschaft in dieser Sportart überhaupt gewann er den Titel im Herreneinzel. Sieben weitere Titelgewinne folgten bis 1962, welche er alle im Herrendoppel erkämpfen konnte.

## Sportliche Erfolge
| Saison | Veranstaltung                 | Disziplin    | Platz | Name                              |
| ------ | ----------------------------- | ------------ | ----- | --------------------------------- |
| 1949   | Island: Einzelmeisterschaften | Herreneinzel | 1     | Einar Jónsson                     |
| 1952   | Island: Einzelmeisterschaften | Herrendoppel | 1     | Einar Jónsson / Wagner Walbom     |
| 1953   | Island: Einzelmeisterschaften | Herrendoppel | 1     | Einar Jónsson / Wagner Walbom     |
| 1954   | Island: Einzelmeisterschaften | Herrendoppel | 1     | Einar Jónsson / Wagner Walbom     |
| 1955   | Island: Einzelmeisterschaften | Herrendoppel | 1     | Einar Jónsson / Wagner Walbom     |
| 1956   | Island: Einzelmeisterschaften | Herrendoppel | 1     | Einar Jónsson / Wagner Walbom     |
| 1959   | Island: Einzelmeisterschaften | Herrendoppel | 1     | Einar Jónsson / Óskar Guðmundsson |
| 1962   | Island: Einzelmeisterschaften | Herrendoppel | 1     | Einar Jónsson / Wagner Walbom     |